# Tổng thống Zimbabwe
Tổng thống Zimbabwe (tiếng Anh: Presidents of Zimbabwe) là nguyên thủ quốc gia và người đứng đầu chính phủ của Zimbabwe. Chức vụ được bầu trực tiếp phổ thông và hệ thống 2 vòng bầu cử.
Tổng thống cũng là người đứng đầu chính phủ, vì chức vụ Thủ tướng chính phủ đã bị bãi bỏ vào năm 1987. Chức vụ đã được khôi phục sau cuộc đàm phán chính trị năm 2008-09 nhưng đã bãi bỏ lại sau cuộc trưng cầu hiến pháp năm 2013.
Theo các quy tắc được thông qua bởi cuộc trưng cầu dân ý tương tự, tổng thống có nhiệm kỳ tối đa là hai nhiệm kỳ 5 năm. Điều này đã không được thực thi với các nhiệm kỳ trước năm 2013.

## Lịch sử chức vụ
Chức vụ Tổng thống Zimbabwe được thành lập vào năm 1980, khi quốc gia này giành được độc lập từ Liên hiệp Anh. Canaan Banana đã trở thành Tổng thống đầu tiên, đảm nhiệm cho đến năm 1987 với vai trò chủ yếu mang tính chất nghi thức. Quyền lực thực sự được trao cho Thủ tướng, Robert Mugabe. Năm 1987, Mugabe đã thành công thay thế Banana làm Tổng thống sau khi ông sửa đổi Hiến pháp để cho chức vụ tổng thống trở thành một vị trí điều hành hành pháp.

## Tổng thống Zimbabwe (1980–nay)
Chính đảng
- Liên minh Zimbabwe Quốc gia châu Phi (ZANU) / Liên minh Zimbabwe Quốc gia châu Phi- Mặt trận yêu nước (ZANU–PF)

| STT | STT | Chân dung | Họ tên (sinh–mất)          | Bầu cử                   | Bổ nhiệm   | Miễn nhiệm  | Chính đảng |
| --- | --- | --------- | -------------------------- | ------------------------ | ---------- | ----------- | ---------- |
| 1   |     |           | Canaan Banana (1936–2003)  | 1980 1986                | 18/4/1980  | 31/12/1987  | ZANU       |
| 2   |     |           | Robert Mugabe (1924-2019)  | 1990 1996 2002 2008 2013 | 31/12/1987 | 21/11/2017  | ZANU-PF    |
| 3   |     |           | Emmerson Mnangagwa (1942-) | —                        | 24/11/2017 | Đương nhiệm | ZANU-PF    |

## Xếp hạng tại nhiệm
| Hạng | Tổng thống         | Thời gian tại nhiệm |
| ---- | ------------------ | ------------------- |
| 1    | Robert Mugabe      | 29 năm, 325 ngày    |
| 2    | Canaan Banana      | 7 năm, 257 ngày     |
| 3    | Emmerson Mnangagwa | 7 năm, 125 ngày     |